# Tiendas de Recaudación de Divisas

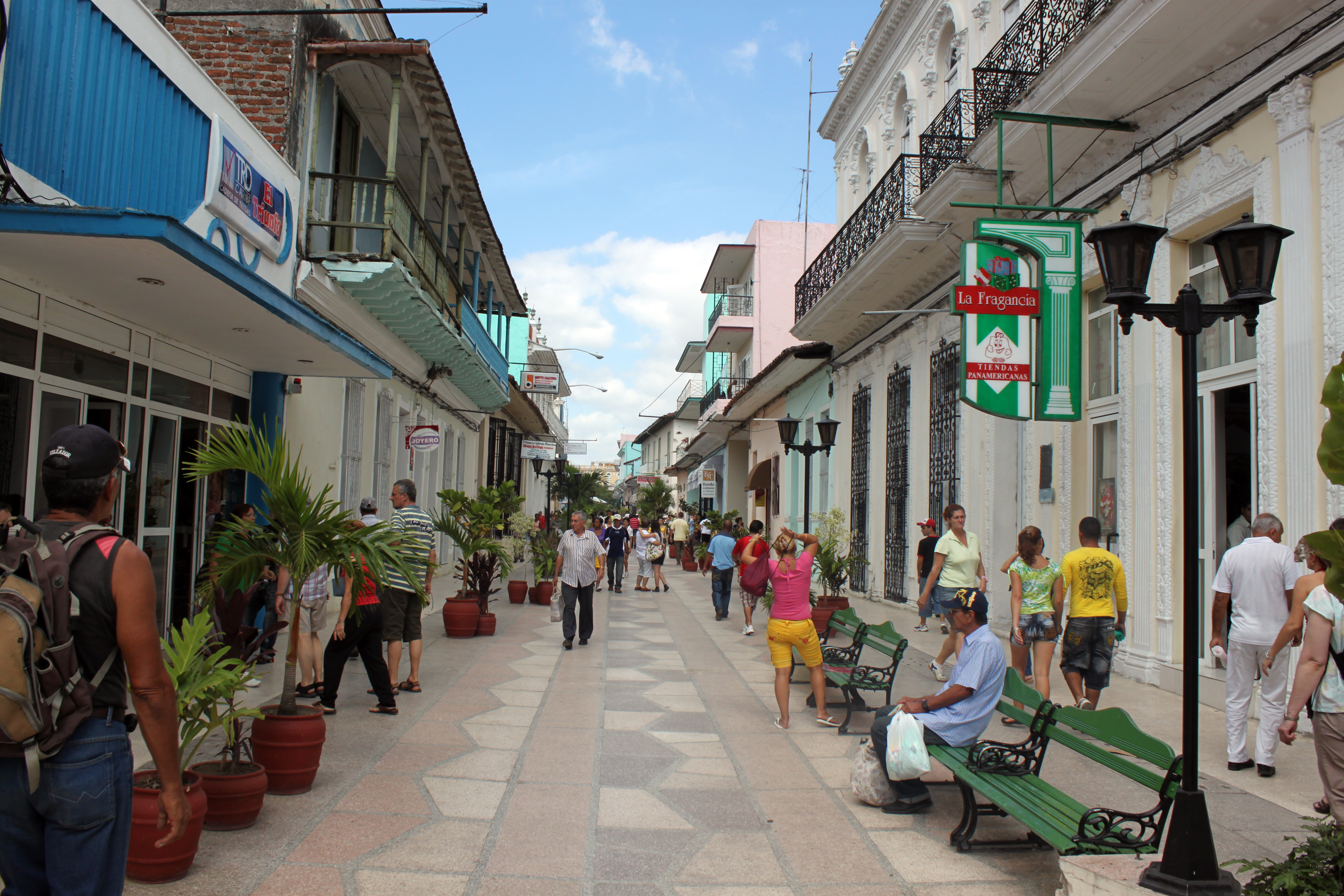
Zona comercial en Sancti Spíritus. A la izquierda se observa una TRD "El Triunfo".

Las Tiendas de Recaudación de Divisas (TRD), también conocidas como Tiendas Recuperadoras de Divisas y denominadas coloquialmente como tiendas de dólares, son tiendas que pertenecen al Estado cubano y que venden productos únicamente a cambio de divisas, originalmente principalmente a extranjeros, al igual que las «tiendas de la amistad» en la República Popular China o Intershop en la República Democrática Alemana.

## Historia
En 1993, Cuba convirtió el dólar estadounidense en moneda de curso legal. Las "tiendas de dólares" aceptaban pagos en dólares estadounidenses y en pesos cubanos convertibles.
En noviembre de 2004, el dólar estadounidense dejó de ser moneda de curso legal para utilizarlo en transacciones comerciales en efectivo y fue sustituido por el peso cubano convertible. Sin embargo, las "tiendas de dólares" permanecieron abiertas y, a pesar de que aceptaron únicamente el peso convertible, el término "tiendas de dólares" siguió en uso coloquial; hacia 2005 se estimaba que existían unas 5000 TRD en la isla.
A partir de 2019, y con gran extensión en 2020, varias tiendas fueron reconvertidas con precios fijados en dólares estadounidenses y pago únicamente con tarjeta, ya sean tarjetas especiales MLC (moneda libremente convertible) emitidas por entidades cubanas o tarjetas internacionales como Visa o Mastercard.